# Álvaro de Luna y Valois
Álvaro de Luna y Valois ( ¿? – ¿? ), fue un noble y militar castellano.

## Orígenes familiares
Álvaro de Luna y Valois, caballero de la Orden de Alcántara, fue hijo de Álvaro de Luna y Bobadilla, V Señor de Fuentidueña, y de Catalina de Valois, prima de Germana de Foix, esposa de Fernando II de Aragón.

## Biografía
Álvaro de Luna y Valois, conocido como "el ciego" por ser corto de vista, inició la carrera militar a la sombra de su padre, Álvaro de Luna y Bobadilla, primer castellano castellano español del Castillo de Milán y Gobernador del Milanesado durante un corto periodo de tiempo.
En el reinado de Felipe II, fue castellano de Cremona en el Milanesado.

## Muerte y sepultura
Álvaro de Luna y Valois falleció en fecha desconocida y probablemente recibió sepultura en Italia donde se había afincado.

## Matrimonio e hijos
Álvaro de Luna y Valois contrajo matrimonio con María Manrique de Castro, hermana de Alonso y Pedro Niño, caballeros muy conocidos pro su mucha nobleza, con la que tuvo al menos un hijo:
1. Catalina de Valois y Luna, casada con Rodrigo de Vivero, comendador de Castilleja de la Cuesta en la Orden de Santiago, y madre, entre otros, de Juan Pérez de Vivero, II Conde de Fuensaldaña.[1]